# Schnaid (Landkreis Kronach)

Wappen der Gemeinde Schnaid

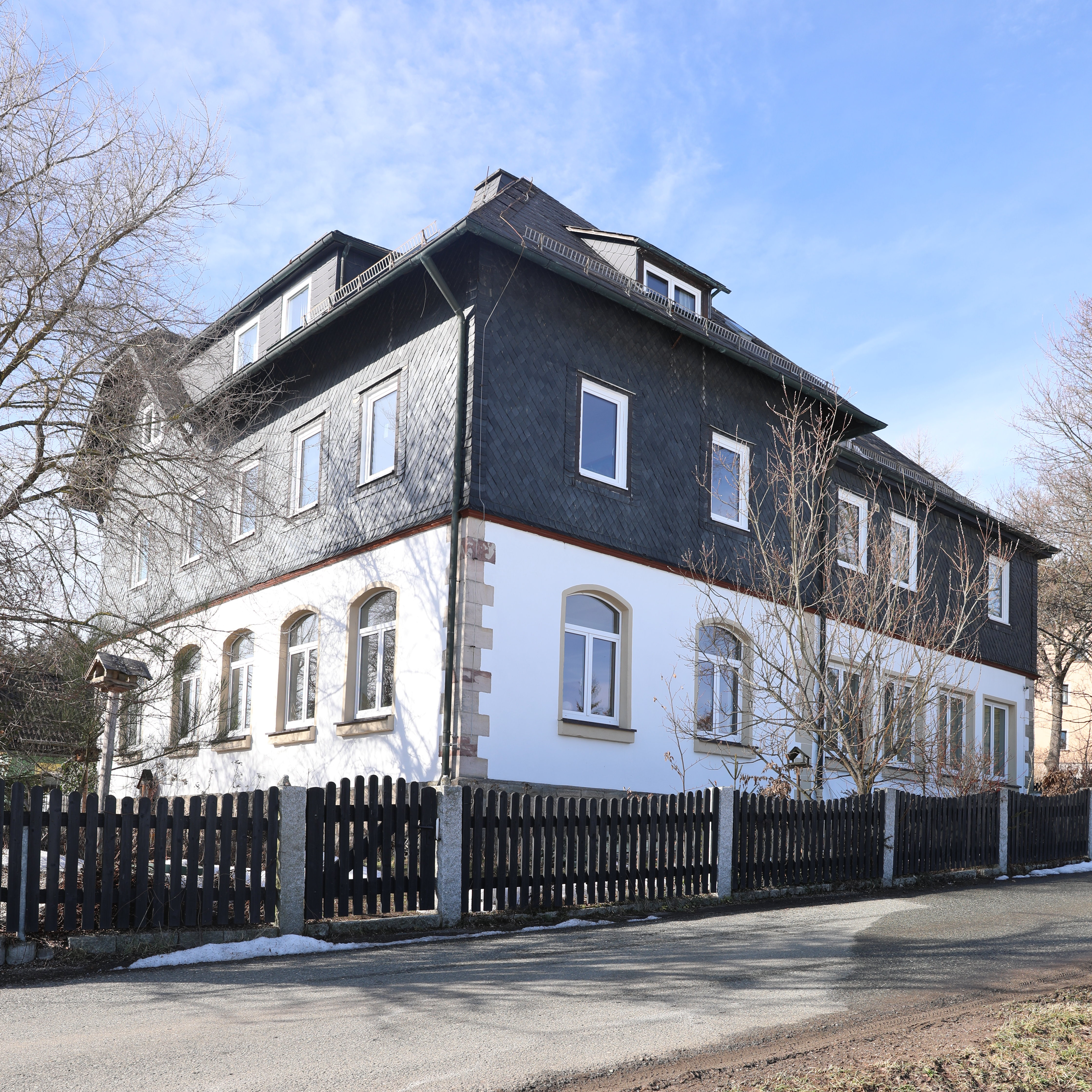
Ehemaliges Schulhaus im Ort Mittlere Schnaid

Schnaid war eine Gemeinde im oberfränkischen Landkreis Kronach in Bayern, die am 31. Dezember 1971 aufgelöst wurde. Der Verwaltungssitz lag in dem Dorf Mittlere Schnaid.

## Geographie
Rund 20 Kilometer nordöstlich von der Kreisstadt Kronach liegt im Naturpark Frankenwald die Schnaid, ein Höhenrücken zwischen Lamitz- und Thiemitztal. Der Bergrücken war namensgebend bei der Besiedlung.
Die Gemarkung Schnaid hat eine Fläche von 6,316 km². Sie ist in 586 Flurstücke aufgeteilt, die eine durchschnittliche Fläche von 10778 m² haben. In ihr liegen die Gemeindeteile Berghaus, Kleinthiemitz, Hintere, Mittlere Schnaid, Vordere Schnaid, Schnappenhammer, Thiemitz und Voglerei.

## Geschichte
Die Schnaid, ursprünglich ein reines Waldgebiet im ehemaligen Amt Waldenfels, wurde erstmals 1507 im Kronacher Amtsurbar bei der Aufzählung der „Wälder und Höltzer dem Amt Waldenfels gehörig“ als „Sney“ urkundlich erwähnt. Im Jahr 1510 folgte im Urbar ein Nachtrag mit der Erlaubnis des Bamberger Fürstbischofs Georg III. Schenk von Limpurg für sieben Siedler das Gebiet mit Höfen zu bebauen. 1583 folgte die Erstnennung des Ortes Lorchenmühle und 1604 des Schnappenhammers. 1676 gab es 15 Haushalte.
Gegen Ende des 18. Jahrhunderts bildeten Hintere, Mittlere und Vordere Schnaid und Lorchenmühle eine Realgemeinde bestehend aus 14 Anwesen (2 Höfe, 6 Halbhöfe, 4 halbe Güter, 1 Haus, 1 Mahlmühle). Das Hochgericht übte das bambergische Centamt Wallenfels aus. Das Vogteiamt Wallenfels hatte die Dorf- und Gemeindeherrschaft sowie die Grundherrschaft über alle Anwesen inne. 1802 hatte die Realgemeinde Schnaid 92 Einwohner.
Schnaid kam durch den Reichsdeputationshauptschluss im Jahr 1803 an das Kurfürstentum Bayern. Mit dem Gemeindeedikt wurde Schnaid dem 1808 gebildeten Steuerdistrikt Wallenfels zugewiesen. Infolge des Zweiten Gemeindeedikts (1818) wurde die Ruralgemeinde Schnaid gebildet, zu der Lorchenmühle, Hintere, Mittlere und Vordere Schnaid und Schnappenhammer gehörten. Sie unterstand in Verwaltung und Gerichtsbarkeit dem Landgericht Kronach und in der Finanzverwaltung dem Rentamt Kronach (1919 in Finanzamt Kronach umbenannt). In der ersten Hälfte des 19. Jahrhunderts wurden auf dem Gemeindegebiet die Orte Berghaus, Thiemitz und Voglerei gegründet. 1862 wurde Schnaid dem Bezirksamt Kronach (1939 in Landkreis Kronach umbenannt) zugeordnet. Die Gerichtsbarkeit blieb bis 1879 beim Landgericht Kronach, seit 1879 ist das Amtsgericht Kronach zuständig. Um 1950 entstand die Siedlung Kleinthiemitz. Die Gemeinde hatte eine Fläche 1964 von 3,009 km².
Am 31. Dezember 1971 wurde die Gemeinde Schnaid im Zuge der Gebietsreform in Bayern aufgelöst und die Gemeindeteile wurden am 1. Januar 1972 nach Wallenfels eingegliedert.

## Einwohnerentwicklung
| Jahr | Einwohner | Häuser | Quelle |
| ---- | --------- | ------ | ------ |
| 1840 | 220       |        | [ 11 ] |
| 1852 | 259       |        | [ 11 ] |
| 1855 | 255       |        | [ 11 ] |
| 1861 | 281       |        | [ 12 ] |
| 1867 | 289       |        | [ 13 ] |
| 1871 | 301       | 42     | [ 14 ] |
| 1875 | 305       |        | [ 15 ] |
| 1880 | 342       |        | [ 16 ] |
| 1885 | 332       | 43     | [ 17 ] |
| 1890 | 332       | 45     | [ 18 ] |
| 1895 | 345       |        | [ 11 ] |
| 1900 | 347       | 51     | [ 19 ] |

| Jahr | Einwohner | Häuser | Quelle |
| ---- | --------- | ------ | ------ |
| 1905 | 375       |        | [ 11 ] |
| 1910 | 409       |        | [ 20 ] |
| 1919 | 430       |        | [ 11 ] |
| 1925 | 480       | 64     | [ 21 ] |
| 1933 | 511       |        | [ 11 ] |
| 1939 | 511       |        | [ 11 ] |
| 1946 | 533       |        | [ 11 ] |
| 1950 | 540       | 87     | [ 22 ] |
| 1952 | 533       |        | [ 11 ] |
| 1961 | 495       | 97     | [ 7 ]  |
| 1970 | 519       |        | [ 23 ] |

Im Jahr 1987 hatten die ehemaligen Orte der Gemeinde Schnaid 428 Einwohner sowie 127 Wohngebäude und 2015 waren es 312 Einwohner.

## Religion
Schnaid war ursprünglich katholisch und nach St. Thomas (Wallenfels) gepfarrt. Im 19. Jahrhundert waren die Katholiken nach Mariä Geburt (Steinwiesen) gepfarrt, seit 1896 gehören sie wieder nach Wallenfels. Im selben Jahr legte die Gemeinde außerdem einen eigenen Friedhof zwischen Mittlere Schnaid und Voglerei an. Schon 1838 ließ dort der Bauer Friedrich Vogler die Mariä-Himmelfahrt-Kapelle errichten.
Seit dem 19. Jahrhundert gab es auch eine protestantische Minderheit, die weniger als 5 % ausmachte. Sie war nach Bernstein am Wald gepfarrt.

## Weblink
- Ortsblatt 1853